# Zenés TV Színház
A Zenés TV Színház a Magyar Televízió 1972 és 1998 között sugárzott zenei műsorsorozata volt, amely Horváth Ádám ötlete alapján Fellegi Tamás, a Szórakoztató- és Zenei Főosztály egyik megalapítója és vezetője valamint Bánki László, a főosztály dramaturgja nevéhez fűződött.
A sorozatban operák, operettek, balettek, zenés vígjátékok, báboperák, monodrámák egyaránt helyet kaptak. Egy televíziós idényben átlag 6-8 új bemutató került képernyőre, nyáron pedig Zenés Nyári Esték címmel sugároztak ismétléseket a korábbi adásokból.

## Előzmény
A Magyar Televízióban már az 1960-as évektől készültek zenés művek feldolgozásai. Ezen produkciók későbbi televíziós ismétlései 1972 után már a Zenés TV Színház keretén belül történt.

### Korábban adaptált zenés művek a Magyar Televízióban
| Év                    | Szerzők                                                      | Cím                               | Műfaj                    | Rendező         | Megjegyzések                                                       |
| --------------------- | ------------------------------------------------------------ | --------------------------------- | ------------------------ | --------------- | ------------------------------------------------------------------ |
| 1962                  | Kodály Zoltán                                                | Háry János                        | daljáték                 | Horváth Ádám    | Első tévés stúdiós operaelőadás                                    |
|                       |                                                              |                                   |                          |                 |                                                                    |
| 1963                  | Luigi Dallapiccola                                           | Az éjszakai repülés               | opera                    | Szinetár Miklós | Első tévés operafilm                                               |
|                       |                                                              |                                   |                          |                 |                                                                    |
| 1964                  | Petrovics Emil                                               | C' est la guerre (Ilyen a háború) | opera                    | Szinetár Miklós |                                                                    |
| 1964                  | Jacques Offenbach                                            | A 66-os szám                      | operett                  | Szécsi Ferenc   |                                                                    |
| 1964                  | Vujicsics Tihamér–Harangozó Gyula–Rábai Miklós–Seregi László | Az életbe táncoltatott lány       | táncjáték                | Banovich Tamás  |                                                                    |
|                       |                                                              |                                   |                          |                 |                                                                    |
| 1965                  | Kodály Zoltán                                                | Háry János                        | daljáték                 | Szinetár Miklós |                                                                    |
| 1965                  | Ifj. Johann Strauss                                          | A denevér                         | operett                  | Horváth Ádám    | Nem az egész darab, csak egy keresztmetszetű alkotás               |
|                       |                                                              |                                   |                          |                 |                                                                    |
| 1966                  | Hidas Frigyes–Somogyi Pál–Erdődy János                       | Róka fogta csuka                  | zenés komédia            | Bán Róbert      | Bán Róbert újrarendezte a televízióban 1984-ben.                   |
| 1966                  | Gaetano Donizetti                                            | A csengő                          | vígopera                 | Horváth Ádám    |                                                                    |
| 1966                  | Hidas Frigyes                                                | Az asszony és az Igazság          | opera                    | Bednai Nándor   |                                                                    |
|                       |                                                              |                                   |                          |                 |                                                                    |
| 1967                  | Tamássy Zdenko                                               | Énekóra                           | vígopera                 | Horváth Ádám    |                                                                    |
|                       |                                                              |                                   |                          |                 |                                                                    |
| 1968                  | Bartók Béla                                                  | A csodálatos mandarin             | balett                   | Szinetár Miklós |                                                                    |
|                       |                                                              |                                   |                          |                 |                                                                    |
| 1969                  | Ifj. Johann Strauss                                          | A cigánybáró                      | operett                  | Mikó András     |                                                                    |
| 1969                  | Hervé                                                        | Nebáncsvirág                      | operett                  | Kalmár András   |                                                                    |
| 1969                  | Harangozó Gyula – Johann Strauss                             | Térzene /Platzkonzert/            | táncjáték                | Bednai Nándor   | Strauss zenéjéből írta és a koreográfiát tervezte: Harangozó Gyula |
|                       |                                                              |                                   |                          |                 |                                                                    |
| 1970. június 18.      | Franz von Suppé                                              | Pajkos diákok                     | operett                  | Seregi László   |                                                                    |
| A Tévé Zenés Színháza |                                                              |                                   |                          |                 |                                                                    |
| 1970. július 25.      | Lehár Ferenc                                                 | Vörös macska                      | operett                  | Szinetár Miklós | Lehár: Cloclo operettjének tévés változata                         |
| 1970. augusztus 1.    | Lajtai Lajos – Békeffi István                                | Régi nyár                         | operett                  | Keleti Márton   | Magyar–svéd koprodukció                                            |
| 1970 augusztus 8.     | Kerekes János–Mikszáth Kálmán–Hubay Miklós–Vargha Balázs     | Házasodj, Ausztria!               | zenés történelmi komédia | Horváth Ádám    |                                                                    |
| 1970. szeptember 30.  | Bartók Béla                                                  | A fából faragott királyfi         | balett                   | Horváth Ádám    |                                                                    |
| 1970. október 3.      | Bartók Béla                                                  | A kékszakállú herceg vára         | opera                    | Mikó András     |                                                                    |
| 1970. december 27.    | Vadnai László–Révész György–Fényes Szabolcs–Blum Tamás       | Tévedni isteni dolog              | zenés játék              | Révész György   |                                                                    |
|                       |                                                              |                                   |                          |                 |                                                                    |
| 1971. január 23.      | Arthur Sullivan                                              | Egy esküdtszéki tárgyalás         | zenés komédia            | Szitányi András | A darabot Ádám Ottó színesben újra megrendezte 1991-ben.           |
| 1971. április 10.     | Ránki György–Török Dezső–Innocent-Vincze Ernő                | Hölgyválasz                       | zenés komédia            | Kalmár András   |                                                                    |

## Története
Már a Magyar Televízió megalakulása óta kitűzött cél volt, hogy zenés színházi darabokat tévére adaptáljanak, de az 1960-as évek végén, 1970-es évek elején határozták el, hogy ezeket a műveket egy műsorfolyam alá is vonják. Ruitner Sándor, a műsor egyik és a Magyar Rádió A Rádió Dalszínháza című műsorának egykori dramaturgja a következőképp emlékszik vissza:
Ezt megelőzően készült Keleti Márton Régi nyár című filmje, ekkor forgatta Horváth Ádám a Kerekes János–Hubay Miklós-féle Házasodj, Ausztria! című filmet. De A csengő, az Éjszakai repülés, mind, mind ezek közé az »első fecskék« közé tartoztak, és Horváth Ádámnak volt egy Háry Jánosa is, ami egy másfajta kísérlet volt. Még nem volt Zenés TV Színház, még csak kísérleteztünk, játszottunk a különböző gondolatokkal, összegezve: tervezgettünk. Ekkoriban kezdtünk el beszélgetni Bánki Lacival arról, hogy mindezt valamiféle rendszerbe kellene foglalni. Szinetár Miklós volt akkor a televízió művészeti vezetője, akinek a zenés film a szíve egyik csücske volt. És 1972-ben elindítottuk a Zenés TV Színház produkcióinak sugárzását.
A műsorfolyam premierje 1972. szeptember 30-án volt, amikor Lendvay Kamilló A bűvős szék című operáját mutatták be Vámos László rendezésében. A legutolsó darab 1998. február 1-jén Szinetár Miklós által rendezett Mozart Così fan tutte (Mind így csinálják) tévéfilmje volt.

## Műsorlista
| Év        | Szerző(k)                                                  | Cím                                        | Műfaj                  | Rendező                                  |
| --------- | ---------------------------------------------------------- | ------------------------------------------ | ---------------------- | ---------------------------------------- |
| 1972      | Lendvay Kamilló                                            | A bűvös szék                               | opera                  | Vámos László                             |
| 1972      | Robert Planquette                                          | Garasos menyasszony                        | operett                | Vámos László                             |
| 1972      | Farkas Ferenc–Harangozó Gyula                              | Furfangos diákok                           | táncjáték              | Bednai Nándor                            |
| 1972      | Hugo Weisgall                                              | Az erősebb                                 | opera                  | Ádám Ottó                                |
| 1972      | Madarász Iván                                              | A nő meg az ördög                          | vígopera               | Kalmár András                            |
| 1972      | Huszka Jenő                                                | Bob herceg                                 | operett                | Keleti Márton                            |
| 1972      | Kodály Zoltán                                              | Székelyfonó                                | daljáték               | Békés András                             |
|           |                                                            |                                            |                        |                                          |
| 1973      | Daróczi-Bárdos Tamás–Vargha Balázs                         | A csodadoktor                              | zenés diákkomédia      | Félix László                             |
| 1973      | Schöck Ottó–Kállai István                                  | Nem akarok apa lenni!                      | zenés játék            | Iglódi István                            |
| 1973      | Sárközi István–Weöres Sándor–Koós Iván                     | Y-háború                                   | bábopera               | Szőnyi Kató                              |
| 1973      | Daróczi-Bárdos Tamás–Vargha Balázs                         | Mézesfazék                                 | diákkomédia            | Félix László                             |
| 1973      | Jacques Ibert                                              | Angelika                                   | vígopera               | Horváth Ádám                             |
| 1973      | Nusic–Kalinsky–Róna Frigyes                                | A gomb                                     | szatirikus opera       | Szitányi András                          |
| 1973      | Franz Schubert                                             | Házi háború                                | vígopera               | Békés András                             |
| 1973      | Vincze Ottó–Vidor Miklós                                   | A szüzek városa                            | zenés vígjáték         | Kalmár András                            |
| 1973      | Giovanni Battista Pergolesi                                | Az úrhatnám szolgáló                       | vígopera               | Szitányi András                          |
| 1973      | Dohnányi Ernő                                              | A tenor                                    | opera                  | Horváth Ádám                             |
| 1973      | Farkas Ferenc–Dékány András                                | Csínom Palkó                               | daljáték               | Keleti Márton – Mészáros Gyula           |
| 1973      | Tamássy Zdenko                                             | A palacsintás király I–II.                 | zenés mesejáték        | Katkics Ilona                            |
|           |                                                            |                                            |                        |                                          |
| 1974      | Csizmarek Mátyás–Wolf Péter–S. Nagy István                 | Nyári kaland                               | zenés vígjáték         | Kerényi Imre                             |
| 1974      | Hidas Frigyes–Vargha Balázs                                | Tökéletes alattvaló                        | opera-groteszk         | Vámos László                             |
| 1974      | Deák Tamás–Tabi László                                     | Ejnye, Cecília!                            | zenés vígjáték         | Mamcserov Frigyes                        |
| 1974      | Szokolay Sándor                                            | Vérnász                                    | opera                  | Mikó András                              |
| 1974      | Arthur Sullivan                                            | A mikádó                                   | operett                | Seregi László                            |
| 1974      | Tamássy Zdenko–Brand István                                | Enyém a világ!                             | zenés játék            | Gyarmathy Lívia                          |
| 1974      | Jacques Offenbach                                          | A férj kopogtat                            | operett                | Békés András                             |
| 1974      | Fényes Szabolcs–Szász Péter                                | Örökzöld fehérben-feketében I–II.          | zenés játék            | Szász Péter                              |
|           |                                                            |                                            |                        |                                          |
| 1975      | Ligeti György–Szilágyi Dezső–Koós Iván                     | Aventures                                  | bábváltozat            | Bednai Nándor                            |
| 1975      | Láng István                                                | A nagy drámaíró                            | operakomédia           | Horváth Zoltán                           |
| 1975      | Erkel Ferenc                                               | Bánk bán                                   | opera                  | Vámos László                             |
| 1975      | Tamássy Zdenko                                             | Vendégek                                   | opera                  | Félix László                             |
| 1975      | Huszka Jenő                                                | Lili bárónő                                | operett                | Kalmár András                            |
| 1975      | Giacomo Puccini                                            | Gianni Schicchi                            | opera                  | Szinetár Miklós                          |
| 1975      | Farkas Ferenc                                              | A bűvös szekrény                           | opera                  | Fehér György                             |
|           |                                                            |                                            |                        |                                          |
| 1976      | Francis Poulenc                                            | Az emberi hang                             | opera                  | Vámos László                             |
| 1976      | Eisemann Mihály–Békeffy István                             | Egy csók és más semmi…                     | zenés vígjáték         | Kalmár András                            |
| 1976      | Sárközy István–Tóth Zsuzsa                                 | Itt járt Mátyás király I–III.              | zenés kalandfilm       | Sándor Pál                               |
| 1976      | William Walton                                             | A medve                                    | opera                  | Ádám Ottó                                |
| 1976      | Franz von Suppé                                            | A szép Galathea                            | operett                | Szirtes Tamás                            |
| 1976      | Ránki György–Weöres Sándor                                 | A csendháborító                            | zenés játék            | Vámos László                             |
| 1976      | Léo Delibes–Harangozó Gyula                                | Coppélia                                   | balett                 | Bednai Nándor                            |
|           |                                                            |                                            |                        |                                          |
| 1977      | Claudio Monteverdi                                         | Tankréd és Klorinda párviadala             | opera                  | Apró Attila                              |
| 1977      | Horváth Jenő–Kellér Dezső                                  | A szabin nők elrablása                     | zenés játék            | Egri István                              |
| 1977      | Gioachino Rossini                                          | A sevillai borbély                         | vígopera               | Szinetár Miklós                          |
| 1977      | Hidas Frigyes–Seregi László                                | Cédrus                                     | balett                 | Horváth Ádám                             |
| 1977      | Vajda János                                                | Barabbás                                   | opera                  | Fehér György                             |
| 1977      | Igor Sztravinszkij–Szilágyi Dezső–Koós Iván                | A katona története                         | bábváltozat            | Szitányi András                          |
| 1977      | Fényes Szabolcs – Mészöly Dezső                            | Sakk-matt                                  | zenés játék            | Félix László                             |
|           |                                                            |                                            |                        |                                          |
| 1978      | Giuseppe Verdi                                             | Otello                                     | opera                  | Horváth Ádám                             |
| 1978      | Erkel Ferenc                                               | Hunyadi László                             | opera                  | Vámos László                             |
| 1978      | Lamberto Gardelli                                          | Az impresszárió                            | opera                  | Mikó András                              |
| 1978      | Franz von Suppé                                            | Boccaccio                                  | operett                | Seregi László                            |
| 1978      | Gaetano Donizetti                                          | Rita                                       | vígopera               | Békés András                             |
| 1978      | Hidas Frigyes                                              | Bösendorfer                                | opera                  | Vámos László                             |
| 1978      | Jacques Offenbach                                          | Párizsi élet                               | operett                | Félix László                             |
|           |                                                            |                                            |                        |                                          |
| 1979      | Gian Carlo Menotti                                         | A telefon                                  | opera                  | Mikó András                              |
| 1979      | Ruggero Leoncavallo                                        | Bajazzók                                   | opera                  | Fehér György                             |
| 1979      | Lendvay Kamilló                                            | Tisztességtudó utcalány                    | opera                  | Vámos László                             |
| 1979      | Fényes Szabolcs                                            | Maya                                       | operett                | Horváth Tivadar                          |
| 1979      | Ránki György                                               | Pomádé király új ruhája                    | vígopera               | Félix László                             |
| 1979      | Igor Stravinsky                                            | Mavra                                      | vígopera               | Vámos László                             |
| 1979      | Balassa Sándor–Fodor Antal                                 | Irisz                                      | balett                 | Leo Nadelmann                            |
| 1979      | Carl Millöcker                                             | A koldusdiák                               | operett                | Seregi László                            |
|           |                                                            |                                            |                        |                                          |
| 1980      | Victor Máté–Petőfi Sándor–Garai Gábor                      | Bolond Istók                               | zenés játék            | Szitányi András                          |
| 1980      | Maciej Malecki–Adam Slavinski–Baranyi Ferenc               | Ő meg ő                                    | zenés játék            | Félix László                             |
| 1980      | Wolfgang Amadeus Mozart                                    | Szöktetés a szerájból                      | vígopera               | Szinetár Miklós                          |
| 1980      | Szergej Prokofjev–Szilágyi Dezső–Koós Iván                 | Klasszikus szimfónia                       | bábváltozat            | Szitányi András                          |
| 1980      | Hidas Frigyes–Eugene Labich–Végh György–G. Dénes György    | Leánykérés éjjel kettőkor                  | zenés bohózat          | Szirtes Tamás                            |
| 1980      | Petrovics Emil                                             | Bűn és bűnhődés                            | opera                  | Maár Gyula                               |
| 1980      | Jacques Offenbach                                          | Eljegyzés lámpafénynél                     | operett                | Vámos László                             |
|           |                                                            |                                            |                        |                                          |
| 1981      | Szirmai Albert–Heltai Jenő                                 | Úri jog                                    | zenés játék            | Félix László                             |
| 1981      | Kenessey Jenő                                              | Az arany meg az asszony                    | opera                  | Békés András                             |
| 1981      | Bartók Béla                                                | A kékszakállú herceg vára                  | opera                  | Szinetár Miklós                          |
| 1981      | Kurt Weill–Bertolt Brecht–Szabó Miklós                     | A hét főbűn                                | songopera balettel     | Kerényi Imre                             |
| 1981      | Dohnányi Ernő–Seregi László                                | Változatok egy gyermekdalra                | balett                 | Horváth Ádám                             |
| 1981      | Zerkovitz Béla–Rátonyi Róbert–Nemlaha György–Bednai Nándor | Mi, muzsikus lelkek…                       | zenés játék            | Bednai Nándor                            |
| 1981      | Giacomo Puccini                                            | A köpeny                                   | opera                  | Mikó András                              |
| 1981      | Jacobi Viktor                                              | Sybill                                     | operett                | Seregi László                            |
| 1981      | Manuel de Falla–Balogh Géza–Ambrus Imre                    | Pedro mester bábszínháza                   | bábváltozat            | Horváth Zoltán                           |
|           |                                                            |                                            |                        |                                          |
| 1982      | Deák Tamás–Edgar Allan Poe–Apró Attila–Bánki László        | Az elítélt                                 | fantázia               | Apró Attila                              |
| 1982      | Erkel Ferenc                                               | Névtelen hősök                             | opera                  | Vámos László                             |
| 1982      | Lehár Ferenc                                               | Tavasz                                     | operett                | Félix László                             |
| 1982      | Aldobólyi Nagy György–Szép Ernő–Müller Péter               | Vőlegény                                   | zenés játék            | Vámos László                             |
| 1982      | Gioachino Rossini                                          | Alkalom szüli a tolvajt                    | vígopera               | Békés András                             |
| 1982      | Victor Máté–Oscar Wilde–Bán Róbert                         | A canterville-i kísértet                   | zenés játék            | Bán Róbert                               |
| 1982      | Robert Planquette                                          | A corneville-i harangok                    | operett                | Seregi László                            |
|           |                                                            |                                            |                        |                                          |
| 1983      | Albert Lortzing                                            | Az operapróba                              | vígopera               | Horváth Zoltán                           |
| 1983      | Láng István–Mándy Iván                                     | Álom a színházról                          | opera                  | Maár Gyula                               |
| 1983      | Fényes Szabolcs–Heltai Jenő–Szenes Iván                    | Osztrigás Mici                             | zenés játék            | Horváth Ádám                             |
| 1983      | W. A. Mozart–Hevesi Sándor                                 | Mirandolina                                | vígopera               | Félix László                             |
| 1983      | Giacomo Puccini                                            | Angelica nővér                             | opera                  | Békés András                             |
| 1983      | Friedrich von Flotow                                       | Márta                                      | opera                  | Horváth Ádám                             |
| 1983      | Giovanni Battista Pergolesi                                | Féltékenység-balgaság                      | vígopera               | Boschán Daisy                            |
| 1983      | Székely Endre–Vészi László                                 | Kőzene                                     | opera                  | Mikó András                              |
| 1983      | Lehár Ferenc                                               | Garabonciás                                | daljáték               | Békés András                             |
|           |                                                            |                                            |                        |                                          |
| 1984      | Jacques Offenbach                                          | Fortunio dala                              | operett                | Szirtes Tamás                            |
| 1984      | Tamássy Zdenko–Hunyadi Sándor–Baranyi Ferenc               | Olasz vendéglő                             | zenés játék            | Szirtes Tamás                            |
| 1984      | Georg Kreisler–G. Dénes György                             | Lola Blau                                  | zenés játék            | Seregi László                            |
| 1984      | Giuseppe Verdi                                             | Falstaff                                   | vígopera               | Vámos László                             |
| 1984      | Jacques Offenbach                                          | Hoffmann meséi                             | opera                  | Szinetár Miklós                          |
| 1984      | Somogyi Pál–Hidas Frigyes–Erdődy János                     | Róka fogta csuka                           | zenés komédia          | Bán Róbert                               |
| 1984      | Petrovics Emil                                             | Lysistrate                                 | opera                  | Maár Gyula                               |
| 1984      | Vidovszky László                                           | Nárcisz és Echo                            | kisopera               | Szikora János                            |
| 1984      | Vincze Ottó–Carlo Goldoni–Rácz György                      | Operát Szmirnába?                          | zenés játék            | Horváth Zoltán                           |
|           |                                                            |                                            |                        |                                          |
| 1985      | Jacobi Viktor                                              | Leányvásár                                 | operett                | Zsurzs Éva                               |
| 1985      | Vujicsics Tihamér                                          | Éjféli operabemutató                       | zenés tréfa            | Vámos László                             |
| 1985      | Madarász Iván–Karel Čapek–Romhányi Ágnes                   | Lót                                        | opera                  | Maár Gyula                               |
| 1985      | Leo Fall                                                   | Madame Pompadour                           | operett                | Seregi László                            |
| 1985      | Fátyol Tivadar                                             | Átok és szerelem                           | zenés ballada          | Mihályfy Sándor                          |
|           |                                                            |                                            |                        |                                          |
| 1986      | Ránki György–Hubay Miklós–Vas István                       | Egy szerelem három éjszakája               | zenés játék            | Félix László                             |
| 1986      | Vajda János                                                | Mario és a varázsló                        | opera                  | Hegyi Árpád Jutocsa                      |
| 1986      | Nyikolaj Rimszkij-Korszakov                                | Mozart és Salieri                          | opera                  | Ádám Ottó                                |
| 1986      | Aldobolyi Nagy György–Brandon Thomas–Fáy I. Béla           | Charley nénje                              | zenés játék            | Málnay Levente                           |
| 1986      | Kálmán Imre                                                | Zsuzsi kisasszony                          | operett                | Bednai Nándor                            |
| 1986      | Huszka Jenő                                                | Gül baba                                   | operett                | Palásthy György                          |
| 1986      | Behár György–Baranyi Ferenc                                | Primadonna                                 | zenés játék            | Bohák György                             |
| 1986      | Szörényi Levente–Bródy János                               | Kőműves Kelemen                            | rockballada            | Marton László                            |
| 1986      | Liszt Ferenc                                               | LISZTeletlenség                            | animációs játékok      | Balogh Géza, Lehotai Zoltán, Urbán Gyula |
| 1986      | Georg Philipp Telemann                                     | Az iskolamester                            | komikus kantáta        | Gém György                               |
|           |                                                            |                                            |                        |                                          |
| 1987      | Giuseppe Verdi                                             | Rigoletto                                  | opera                  | Horváth Ádám                             |
| 1987      | Domenico Cimarosa                                          | A titkos házasság                          | vígopera               | Ferkai Tamás                             |
| 1987      | Bergendi István–Hunyadi Sándor–G. Dénes György             | Kártyaaffér hölgykörökben                  | zenés játék            | Bán Róbert                               |
| 1987      | Hubay Jenő                                                 | A cremonai hegedűs                         | opera                  | Gali László                              |
| 1987      | Wolfgang Amadeus Mozart                                    | Figaro házassága                           | vígopera               | Szinetár Miklós                          |
| 1987      | Franz Schubert–Markó Iván                                  | Prospero                                   | balett                 | Jászi Dezső                              |
| 1987      | Gyulai Gaál János                                          | Egy másik kiállítás képei                  | szimfonikus jazz-opera | Bednai Nándor                            |
|           |                                                            |                                            |                        |                                          |
| 1988      | Georges Bizet                                              | Dzsamile                                   | vígopera               | Mikó András                              |
| 1988      | Franz Schubert–Berté Henrik                                | Három a kislány                            | daljáték               | Seregi László                            |
| 1988      | Ifj. Johann Strauss                                        | A denevér                                  | operett                | Szinetár Miklós                          |
| 1988      | Wolfgang Amadeus Mozart                                    | Così fan tutte                             | vígopera               | Szinetár Miklós                          |
| 1988      | Maurice Ravel                                              | Pásztoróra                                 | opera                  | Békés András                             |
| 1988      | Gaetano Donizetti                                          | Szerelmi bájital                           | vígopera               | Fehér György                             |
| 1988      | Jacques Offenbach                                          | Italománia, avagy operaest pezsgővel       | operett                | Ferkai Tamás                             |
| 1988      | Kálmán Imre                                                | A montmartre-i ibolya                      | operett                | Maár Gyula                               |
| 1988      | Lehár Ferenc                                               | Alpesi történet (Rosenstock und Edelweiss) | zenés komédia          | Tímár Béla                               |
|           |                                                            |                                            |                        |                                          |
| 1989      | Pietro Mascagni                                            | Parasztbecsület                            | opera                  | Békés András                             |
| 1989      | Charles Gounod                                             | A galamb                                   | vígopera               | Hajdú György                             |
| 1989      | Giovanni Battista Pergolesi                                | A zenemester                               | vígopera               | Ádám Ottó                                |
| 1989      | Hervé                                                      | Lili                                       | operett                | Seregi László                            |
| 1989      | Alekszander Holminov–Anton Csehov–Rigó Béla                | Lakodalom                                  | zenés játék            | Éry-Kovács András                        |
| 1989      | Eisemann Mihály                                            | Én és a kisöcsém                           | zenés játék            | Maár Gyula                               |
|           |                                                            |                                            |                        |                                          |
| 1990–1998 | Bágya András–Baranyi Ferenc                                | Erdők szép virága                          | zenés anekdota         | Vámos László                             |
| 1990–1998 | Ludwig van Beethoven                                       | Fidelio                                    | opera                  | Szinetár Miklós                          |
| 1990–1998 | Láng István                                                | Bekerítve                                  | opera                  | Molnár György                            |
| 1990–1998 | Rajk András                                                | Az öreg gavallér I–II. rész                | életrajzi táncjáték    | Bednai Nándor                            |
| 1990–1998 | Rózsa Pál–Kopányi György                                   | Terzett                                    | zenés játék            | Nagy Viktor                              |
| 1990–1998 | Arthur Sullivan                                            | Esküdtszéki tárgyalás                      | operett                | Ádám Ottó                                |
| 1990–1998 | Gioachino Rossini                                          | Hamupipőke                                 | vígopera               | Békés András                             |
| 1990–1998 | Szergej Prokofjev–Seregi László                            | Rómeó és Júlia                             | balett                 | Horváth Ádám                             |
| 1990–1998 | Giacomo Puccini                                            | Bohémélet                                  | opera                  | Nagy Viktor                              |
| 1990–1998 | Erkel Ferenc                                               | István király                              | opera                  | Koltay Gábor                             |
| 1990–1998 | de Fries Károly–Szántó Armand–Szécsén Mihály               | Peches ember ne menjen a jégre…!           | operett                | Kalmár András                            |
| 1990–1998 | Wolfgang Amadeus Mozart                                    | Così fan tutte (Mind így csinálják)        | vígopera               | Szinetár Miklós                          |

## Operett dióhéjban
A fenti címmel készült operettsorozat 1974 és 1978 között került a Magyar Televízióban bemutatásra a Zenés TV Színház mellett. Keresztmetszetszerű operettfilmek, melyek az eredeti művek rövid műsoridejű (általában 30 perces) kivonatából készült filmalkotások.
Forgatókönyveket Rátonyi Róbert írta. Csak az operett cselekményének fő szálára fókuszált, de a fontosabb énekszámok mind megtalálhatók bennük.
| Dátum        | Szerző(k)                   | Cím                   | Rendező       |
| ------------ | --------------------------- | --------------------- | ------------- |
| 1974         |                             |                       |               |
| december 14. | Kálmán Imre                 | A montmartre-i ibolya | Kalmár András |
| 1976         |                             |                       |               |
| január 10.   | Lehár Ferenc                | A víg özvegy          | Seregi László |
| május 8.     | Franz Schubert–Berté Henrik | Három a kislány       | Kalmár András |
| december 4.  | Lehár Ferenc                | Pacsirta              | Seregi László |
| 1977         |                             |                       |               |
| június 10.   | Leo Fall                    | Elvált asszony        | Félix László  |
| november 19. | Ábrahám Pál                 | Bál a Savoyban        | Bednai Nándor |
| 1978         |                             |                       |               |
| január 21.   | Jacobi Viktor               | Leányvásár            | Félix László  |